# Internationale Peter Weiss-Gesellschaft

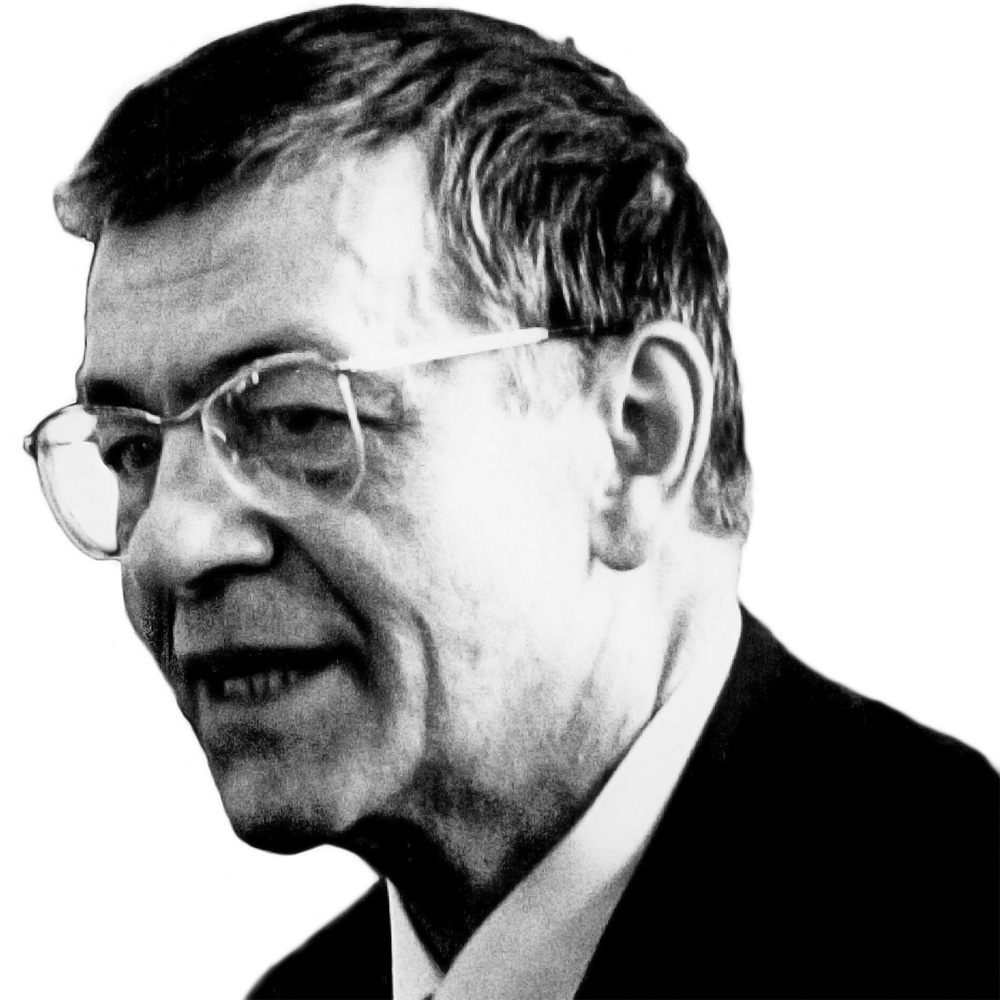
Der Namensgeber Peter Weiss während der Verleihung des Bremer Literaturpreises 1982

Die Internationale Peter Weiss-Gesellschaft (IPWG) ist eine Literarische Gesellschaft, die am 22./23. April 1989 in Karlsruhe gegründet wurde. Der satzungsgemäße Sitz der Gesellschaft ist Berlin. Der Impuls zur Gründung der Internationalen Peter Weiss-Gesellschaft geht auf „Peter-Weiss-Tage“ und einen internationalen Kongress zum Thema „Ästhetik, Revolte und Widerstand im Werk von Peter Weiss“ mit Lesungen, Film- und Theateraufführungen, Podiumsdiskussionen und Vorträgen zurück, die im November 1988 auf Initiative von Ulrich Schreiber in der Hamburger Kampnagel-Fabrik durchgeführt wurden.
Die Gesellschaft dient der Pflege und Erforschung des literarischen, filmischen und bildkünstlerischen Werks von Peter Weiss. Außerdem unterstützt und fördert sie kulturelle und politische Initiativen, die im Sinne von Peter Weiss einer emanzipativen Ästhetik des Widerstands verpflichtet sind. Arbeitstagungen der Gesellschaft fanden unter anderem in Berlin, Zürich, Salzburg, Stockholm, Prag, Brüssel, Paris sowie anlässlich des 25-jährigen Bestehens in Montagnola statt. Der Gesellschaft gehören rund 150 Mitglieder aus etwa 15 Ländern an, darunter als Ehrenmitglieder Manfred Haiduk (†), Robert Jungk (†), Youssri Khamis (†), Olof Lagercrantz (†), Gunilla Palmstierna-Weiss (†), Theo Pinkus (†) und Jürgen Schutte (†).
Seit 1989 gibt die Gesellschaft zweimal jährlich die „Notizblätter“ und seit 1992 einmal jährlich das „Peter Weiss Jahrbuch“ heraus. Die Internationale Peter Weiss-Gesellschaft beteiligt sich institutionell an der Verleihung des Peter-Weiss-Preises, den die Stadt Bochum 1990 ins Leben gerufen hat. Die Gesellschaft gehört der Arbeitsgemeinschaft Literarischer Gesellschaften und Gedenkstätten an. Den Vorsitz hatte bis 1998 Ulrich Schreiber, bis 2000 Jochen Vogt und anschließend Arnd Beise inne.